# Juan Manuel Muñoz Díaz
Juan Manuel Muñoz Díaz (nacido el 19 de mayo de 1969 en Écija, Sevilla) es un jinete español. Logró un diploma olímpico tras cosechar un séptimo puesto en Doma clásica por equipos junto con sus compañeros Morgan Barbançon y José Daniel Martín Dockx en los Juegos Olímpicos de Londres 2012.

## Participaciones en Juegos Olímpicos
- Londres 2012, Séptimo en equipos.